# Mickey Mouse II
Mickey Mouse II, known in Japan as ミッキーマウスII ({{{2}}}?) är ett Game Boy-spel, utvecklat av Kemco.

## Bakgrund
Kemco släppte spelet i Japan under titeln "Mickey Mouse II". I USA ville man dock inte sälja spelet till Capcom, som var innehavare av alla Disneyrättigheter till Nintendomaskinerna, och släppte i stället spelet i USA under namnet The Bugs Bunny Crazy Castle. När spelet kom till Sverige hette det dock Mickey Mouse, men utan II eftersom första delen aldrig släpptes där. I många delar av Europa hette spelet Hugo.

## Handling
En elak häxa har rövat bort Mimmi Pigg till sitt slott, och Musse skall rädda henne. Han skall ta sig genom slottets 28 rum, och leta reda på nycklarna. Mot fienderna finns det vapen att försvara sig mot. 

### Fotnoter
1. 1 2 3  ”Mickey Mouse” (på svenska). Nintendomagasinet (Kungsbacka: Atlantic) (8 1992):  sid. 12-13 (Power Player). augusti 1992. Läst 25 april 2014.